# Zhang Xuecheng
Zhang Xuecheng (en chinois simplifié : 张学诚 ; chinois traditionnel : 張學誠 ; pinyin : zhāng xuéchéng ; Wade : Chang Hsueh-ch'eng, né en 1738, mort en 1801) est un historien, écrivain et philosophe de la dynastie Qing.

## Biographie
Zhang Xuecheng est issu d’une famille de fonctionnaires, puisque son père (Chang Piao ou Chang Biao, 章鑣) et son grand-père ont exercé des fonctions pour le compte du gouvernement impérial. Sa mère a manifesté jeune des dispositions pour la poésie, mais finit par y renoncer pour tenir un rôle plus classique de maîtresse de maison. Il étudie à Pékin à partir de 1760, rejoignant l’académie impériale en 1762. Il devient archiviste à l’académie impériale en 1776, puis obtient le diplôme de juren en 1777 et celui de jinshi en 1778 ; mais il n’occupe jamais de poste haut placé dans l’administration impériale. 
Entre 1780 et 1795, il participe à plusieurs projets à portée historique (archives, gazettes) ou académique, assez souvent sans que les manuscrits finaux soient publiés ou préservés. Après 1795, Zhang voyage à la recherche de mécènes, sans succès ; sa santé (notamment sa vue) se dégrade fortement à partir de 1800 ; il meurt l’année suivante.

## Positions
Spécialiste d’histoire, il s’attache à la méthodologie et s’intéresse au rôle à donner aux textes et documents historiques, notamment dans son Étude critique des écrits historiques (Shiji kao).
En Chine, « l'incarnation du Tao dans l'histoire s'opérait selon un processus continu, toujours renouvelé » (Needham, 1969, 163). Or, « Personne ne fut plus explicite à ce sujet que le grand Zhanh Xue-chen. [...] il sacralisa l'histoire, devenant ainsi le prédécesseur de Hegel, son contemporain mais plus jeune, et de Marx, dans les générations qui suivit; il leur fut naturellement totalement inconnu. »
Zhang s’oppose souvent au poète Yuan Mei, qu’il attaque dans plusieurs essais, lui reprochant une morale qu’il juge dépravée, ainsi que ses positions progressistes sur la place des femmes dans la société.

## Postérité
Beaucoup de ses textes ne sont pas publiés de son vivant : un de ses fils en fait paraître plusieurs en 1832-1833, soit 30 ans après sa mort, sous forme de recueils d’essais. Ces collections sont ré-éditées plusieurs fois au cours du XIXe siècle, mais le reste de sa production demeure dans l’oubli jusque dans les années 1920, quand le journaliste et historien Naito Torajiro écrit une biographie de Zhang. Dans la foulée, ses manuscrits subsistants (lettres ou essais) donnent lieu à publication en 1922.

## Ouvrages
- Zhang, Xuecheng, 1738-1801. et Han, Yu, 768-824., On ethics and history : essays and letters of Zhang Xuecheng, Stanford University Press, 2010, 208 p. (ISBN 978-0-8047-7288-4, 0804772886 et 9780804761284, OCLC 589195865, lire en ligne)